# Euphorbia pseudolucida
Euphorbia pseudolucida är en törelväxtart som beskrevs av Philipp Johann Ferdinand Schur. Euphorbia pseudolucida ingår i släktet törlar, och familjen törelväxter. Inga underarter finns listade i Catalogue of Life.